# Elwira Kryńska
Elwira Jolanta Kryńska (ur. 1956) – polska pedagog, dr hab. nauk humanistycznych, profesor zwyczajny Katedry Historii i Teorii Wychowania Wydziału Nauk o Edukacji Uniwersytetu w Białymstoku, profesor nadzwyczajny Katedry Chóralistyki i Edukacji Artystycznej Wydziału Instrumentalnego i Pedagogicznego Uniwersytetu Muzycznego Fryderyka Chopina.

## Życiorys
20 czerwca 1989 obroniła pracę doktorską Odbudowa i rozwój szkolnictwa ogólnokształcącego w woj. białostockim w latach 1944-1948, 23 listopada 1999 habilitowała się na podstawie pracy zatytułowanej Polski Biały Krzyż (1918-1961). 18 kwietnia 2013 nadano jej tytuł profesora w zakresie nauk humanistycznych. Została zatrudniona na stanowisku profesora w Katedrze Pedagogiki Wszechnicy Mazurskiej i w Zakładzie Historii Wychowania na Wydziale Pedagogiki i Psychologii Uniwersytetu w Białymstoku.
Jest profesorem zwyczajnym Katedry Historii i Teorii Wychowania Wydziału Nauk o Edukacji Uniwersytetu w Białymstoku, oraz profesorem nadzwyczajnym Katedry Chóralistyki i Edukacji Artystycznej Wydziału Instrumentalnego i Pedagogicznego Uniwersytetu Muzycznego Fryderyka Chopina w Białymstoku.
Jest kierownikiem Katedry Historii i Teorii Wychowania na Wydziale Nauk o Edukacji Uniwersytetu w Białymstoku, a także była dziekanem na Wydziale Pedagogiki i Psychologii Uniwersytetu w Białymstoku, oraz pełnomocnikiem rektora w Centrum Edukacji Ustawicznej Uniwersytetu w Białymstoku.